# Fediukivka, Lîseanka
Fediukivka (în ucraineană Федюківка) este o comună în raionul Lîseanka, regiunea Cerkasî, Ucraina, formată numai din satul de reședință.

## Demografie
Componența lingvistică a comunei Fediukivka
     Ucraineană (99,14%)
     Alte limbi (0,86%)
Conform recensământului din 2001, majoritatea populației comunei Fediukivka era vorbitoare de ucraineană (99,14%), existând în minoritate și vorbitori de alte limbi.